# Gran Premio di superbike di Assen 2011
Il Gran Premio di superbike d'Olanda 2011 è la terza prova del mondiale superbike 2011, nello stesso fine settimana si corre il terzo gran premio stagionale del mondiale supersport 2011 e la prima prova della Superstock 1000 FIM Cup. Ha registrato nelle due gare di Superbike rispettivamente le vittorie di Jonathan Rea e Carlos Checa, di Chaz Davies in Supersport e di Davide Giugliano nella Superstock 1000.

## Campionato mondiale Superbike

### Gara 1[1]

#### Arrivati al traguardo
| Pos. | Nº  | Pilota          | Squadra                 | Motocicletta         | Giri | Tempo     | Griglia | Punti |
| ---- | --- | --------------- | ----------------------- | -------------------- | ---- | --------- | ------- | ----- |
| 1º   | 4   | Jonathan Rea    | Castrol Honda           | Honda CBR1000RR      | 22   | 35:46.486 | 5º      | 25    |
| 2º   | 1   | Max Biaggi      | Aprilia Alitalia Racing | Aprilia RSV4 Factory | 22   | +0.739    | 6º      | 20    |
| 3º   | 7   | Carlos Checa    | Althea Racing           | Ducati 1098R         | 22   | +3.572    | 1º      | 16    |
| 4º   | 33  | Marco Melandri  | Yamaha World Superbike  | Yamaha YZF R1        | 22   | +9.508    | 8º      | 13    |
| 5º   | 84  | Michel Fabrizio | Suzuki Alstare          | Suzuki GSX-R1000     | 22   | +9.892    | 13º     | 11    |
| 6º   | 11  | Troy Corser     | BMW Motorrad Motorsport | BMW S1000 RR         | 22   | +11.120   | 10º     | 10    |
| 7º   | 58  | Eugene Laverty  | Yamaha World Superbike  | Yamaha YZF R1        | 22   | +15.235   | 3º      | 9     |
| 8º   | 111 | Rubén Xaus      | Castrol Honda           | Honda CBR1000RR      | 22   | +30.081   | 14º     | 8     |
| 9º   | 86  | Ayrton Badovini | BMW Motorrad Italia     | BMW S1000 RR         | 22   | +32.071   | 16º     | 7     |
| 10º  | 8   | Mark Aitchison  | Team Pedercini          | Kawasaki ZX-10R      | 22   | +35.000   | 21º     | 6     |
| 11º  | 17  | Joan Lascorz    | Kawasaki Racing         | Kawasaki ZX-10R      | 22   | +43.287   | 11º     | 5     |
| 12º  | 91  | Leon Haslam     | BMW Motorrad Motorsport | BMW S1000 RR         | 22   | +45.289   | 12º     | 4     |
| 13º  | 37  | Barry Veneman   | BMW Motorrad Italia     | BMW S1000 RR         | 22   | +45.298   | 19º     | 3     |
| 14º  | 66  | Tom Sykes       | Kawasaki Racing         | Kawasaki ZX-10R      | 22   | +50.764   | 7º      | 2     |

#### Ritirati
| Nº  | Pilota           | Squadra                  | Motocicletta         | Giri | Griglia |
| --- | ---------------- | ------------------------ | -------------------- | ---- | ------- |
| 96  | Jakub Smrž       | Effenbert-Liberty Racing | Ducati 1098R         | 18   | 2º      |
| 50  | Sylvain Guintoli | Effenbert-Liberty Racing | Ducati 1098R         | 18   | 15º     |
| 2   | Leon Camier      | Aprilia Alitalia Racing  | Aprilia RSV4 Factory | 17   | 9º      |
| 121 | Maxime Berger    | Supersonic Racing        | Ducati 1098R         | 10   | 17º     |
| 77  | Chris Vermeulen  | Kawasaki Racing          | Kawasaki ZX-10R      | 8    | 18º     |
| 41  | Noriyuki Haga    | PATA Racing Team Aprilia | Aprilia RSV4 Factory | 6    | 4º      |
| 44  | Roberto Rolfo    | Team Pedercini           | Kawasaki ZX-10R      | 3    | 20º     |

### Gara 2[2]

#### Arrivati al traguardo
| Pos. | Nº  | Pilota           | Squadra                  | Motocicletta         | Giri | Tempo     | Griglia | Punti |
| ---- | --- | ---------------- | ------------------------ | -------------------- | ---- | --------- | ------- | ----- |
| 1º   | 7   | Carlos Checa     | Althea Racing            | Ducati 1098R         | 22   | 35:38.693 | 1º      | 25    |
| 2º   | 1   | Max Biaggi       | Aprilia Alitalia Racing  | Aprilia RSV4 Factory | 22   | +0.524    | 6º      | 20    |
| 3º   | 4   | Jonathan Rea     | Castrol Honda            | Honda CBR1000RR      | 22   | +3.584    | 5º      | 16    |
| 4º   | 2   | Leon Camier      | Aprilia Alitalia Racing  | Aprilia RSV4 Factory | 22   | +5.913    | 9º      | 13    |
| 5º   | 91  | Leon Haslam      | BMW Motorrad Motorsport  | BMW S1000 RR         | 22   | +16.916   | 12º     | 11    |
| 6º   | 58  | Eugene Laverty   | Yamaha World Superbike   | Yamaha YZF R1        | 22   | +17.375   | 3º      | 10    |
| 7º   | 84  | Michel Fabrizio  | Suzuki Alstare           | Suzuki GSX-R1000     | 22   | +17.740   | 13º     | 9     |
| 8º   | 41  | Noriyuki Haga    | PATA Racing Team Aprilia | Aprilia RSV4 Factory | 22   | +18.329   | 4º      | 8     |
| 9º   | 96  | Jakub Smrž       | Effenbert-Liberty Racing | Ducati 1098R         | 22   | +18.378   | 2º      | 7     |
| 10º  | 50  | Sylvain Guintoli | Effenbert-Liberty Racing | Ducati 1098R         | 22   | +18.404   | 15º     | 6     |
| 11º  | 66  | Tom Sykes        | Kawasaki Racing          | Kawasaki ZX-10R      | 22   | +26.284   | 7º      | 5     |
| 12º  | 17  | Joan Lascorz     | Kawasaki Racing          | Kawasaki ZX-10R      | 22   | +27.053   | 11º     | 4     |
| 13º  | 121 | Maxime Berger    | Supersonic Racing        | Ducati 1098R         | 22   | +38.614   | 17º     | 3     |
| 14º  | 111 | Rubén Xaus       | Castrol Honda            | Honda CBR1000RR      | 22   | +40.824   | 14º     | 2     |
| 15º  | 86  | Ayrton Badovini  | BMW Motorrad Italia      | BMW S1000 RR         | 22   | +40.953   | 16º     | 1     |
| 16º  | 44  | Roberto Rolfo    | Team Pedercini           | Kawasaki ZX-10R      | 22   | +40.982   | 20º     |       |
| 17º  | 37  | Barry Veneman    | BMW Motorrad Italia      | BMW S1000 RR         | 22   | +45.423   | 19º     |       |
| 18º  | 8   | Mark Aitchison   | Team Pedercini           | Kawasaki ZX-10R      | 19   | +3 giri   | 21º     |       |

#### Ritirati
| Nº | Pilota         | Squadra                 | Motocicletta  | Giri | Griglia |
| -- | -------------- | ----------------------- | ------------- | ---- | ------- |
| 33 | Marco Melandri | Yamaha World Superbike  | Yamaha YZF R1 | 16   | 8º      |
| 11 | Troy Corser    | BMW Motorrad Motorsport | BMW S1000 RR  | 7    | 10º     |

#### Non partito
| Nº | Pilota          | Squadra         | Motocicletta    | Griglia |
| -- | --------------- | --------------- | --------------- | ------- |
| 77 | Chris Vermeulen | Kawasaki Racing | Kawasaki ZX-10R | 18º     |

## Campionato mondiale Supersport
La gara è stata interrotta dopo 5 giri con la bandiera rossa a causa della caduta di Sam Lowes. La corsa è poi ripartita sulla distanza di 16 giri, con la griglia di partenza determinata dalla classifica della prima parte. La ripartenza è avvenuta due volte, poiché la prima è stata annullata dopo un altro incidente, tra Marko Jerman e Alexander Lundh, che ha provocato nuovamente l'esposizione della bandiera rossa. L'ordine d'arrivo della seconda parte di gara ha determinato il risultato finale. Roberto Tamburini, giunto in ottava posizione al traguardo, è stato squalificato dopo la gara per irregolarità tecniche.

### Arrivati al traguardo
| Pos. | Nº  | Pilota           | Squadra                  | Motocicletta        | Giri | Tempo     | Griglia | Punti |
| ---- | --- | ---------------- | ------------------------ | ------------------- | ---- | --------- | ------- | ----- |
| 1º   | 7   | Chaz Davies      | Yamaha ParkinGO          | Yamaha YZF R6       | 16   | 26:37.029 | 6º      | 25    |
| 2º   | 99  | Fabien Foret     | Hannspree Ten Kate Honda | Honda CBR600RR      | 16   | +7.236    | 4º      | 20    |
| 3º   | 23  | Broc Parkes      | Kawasaki Motocard.com    | Kawasaki ZX-6R      | 16   | +8.084    | 3º      | 16    |
| 4º   | 127 | Robbin Harms     | Harms Benjan Racing      | Honda CBR600RR      | 16   | +8.191    | 9º      | 13    |
| 5º   | 44  | David Salom      | Kawasaki Motocard.com    | Kawasaki ZX-6R      | 16   | +9.122    | 7º      | 11    |
| 6º   | 55  | Massimo Roccoli  | Lorenzini by Leoni       | Kawasaki ZX-6R      | 16   | +9.222    | 10º     | 10    |
| 7º   | 77  | James Ellison    | Bogdanka PTR Honda       | Honda CBR600RR      | 16   | +14.616   | 12º     | 9     |
| 8º   | 117 | Miguel Praia     | Parkalgar Honda          | Honda CBR600RR      | 16   | +32.623   | 14º     | 8     |
| 9º   | 60  | Vladimir Ivanov  | Step Racing              | Honda CBR600RR      | 16   | +40.668   | 16º     | 7     |
| 10º  | 38  | Balázs Németh    | Hungary Toth             | Honda CBR600RR      | 16   | +40.727   | 24º     | 6     |
| 11º  | 10  | Imre Tóth        | Hungary Toth             | Honda CBR600RR      | 16   | +41.439   | 23º     | 5     |
| 12º  | 28  | Paweł Szkopek    | Bogdanka PTR Honda       | Honda CBR600RR      | 16   | +54.039   | 22º     | 4     |
| 13º  | 8   | Bastien Chesaux  | MACH Racing              | Honda CBR600RR      | 16   | +56.749   | 25º     | 3     |
| 14º  | 91  | Danilo Dell'Omo  | Suriano Racing           | Triumph Daytona 675 | 16   | +57.345   | 21º     | 2     |
| 15º  | 95  | Robert Mureșan   | PTR Romania Honda        | Honda CBR600RR      | 16   | +1:03.893 | 28º     | 1     |
| 16º  | 4   | Gino Rea         | Step Racing              | Honda CBR600RR      | 16   | +1:14.746 | 11º     |       |
| 17º  | 33  | Yves Polzer      | MRC Austria              | Yamaha YZF R6       | 16   | +1:15.031 | 29º     |       |
| 18º  | 19  | Mitchell Pirotta | KUJA Racing              | Honda CBR600RR      | 16   | +1:24.870 | 30º     |       |

### Ritirati
| Nº | Pilota            | Squadra                  | Motocicletta        | Giri | Griglia |
| -- | ----------------- | ------------------------ | ------------------- | ---- | ------- |
| 57 | Kervin Bos        | VD Heyden Motors Racing  | Yamaha YZF R6       | 14   | 19º     |
| 31 | Vittorio Iannuzzo | Lorenzini by Leoni       | Kawasaki ZX-6R      | 11   | 15º     |
| 53 | Jos van der Aa    | Vice Versa-AAracing      | Yamaha YZF R6       | 11   | 20º     |
| 21 | Florian Marino    | Hannspree Ten Kate Honda | Honda CBR600RR      | 8    | 5º      |
| 9  | Luca Scassa       | Yamaha ParkinGO          | Yamaha YZF R6       | 7    | 1º      |
| 87 | Luca Marconi      | Bike Service R.T.        | Yamaha YZF R6       | 7    | 27º     |
| 34 | Ronan Quarmby     | Suriano Racing           | Triumph Daytona 675 | 4    | 17º     |
| 69 | Ondřej Ježek      | SMS Racing               | Honda CBR600RR      | 1    | 18º     |

### Non partiti
| Nº | Pilota          | Squadra             | Motocicletta        | Griglia |
| -- | --------------- | ------------------- | ------------------- | ------- |
| 11 | Sam Lowes       | Parkalgar Honda     | Honda CBR600RR      | 2º      |
| 5  | Alexander Lundh | Cresto Guide Racing | Honda CBR600RR      | 13º     |
| 25 | Marko Jerman    | MD Team Jerman      | Triumph Daytona 675 | 26º     |

### Squalificato
| Nº | Pilota            | Squadra           | Motocicletta  | Giri | Tempo   | Griglia |
| -- | ----------------- | ----------------- | ------------- | ---- | ------- | ------- |
| 22 | Roberto Tamburini | Bike Service R.T. | Yamaha YZF R6 | 16   | +14.658 | 8º      |

### Non qualificati
| Nº | Pilota         | Squadra  | Motocicletta  |
| -- | -------------- | -------- | ------------- |
| 73 | Oleg Pozdneev  | RivaMoto | Yamaha YZF R6 |
| 24 | Eduard Blokhin | RivaMoto | Yamaha YZF R6 |

## Superstock
La pole position è stata fatta segnare da Sylvain Barrier in 1:39.208; lo stesso pilota ha effettuato il giro più veloce in gara, in 1:39.050.

### Arrivati al traguardo
| Pos. | Nº  | Pilota              | Squadra                  | Motocicletta    | Giri | Tempo     | Griglia | Punti |
| ---- | --- | ------------------- | ------------------------ | --------------- | ---- | --------- | ------- | ----- |
| 1º   | 34  | Davide Giugliano    | Althea Racing            | Ducati 1098R    | 13   | 21:40.213 | 2º      | 25    |
| 2º   | 9   | Danilo Petrucci     | Barni Racing             | Ducati 1098R    | 13   | +0.212    | 3º      | 20    |
| 3º   | 20  | Sylvain Barrier     | BMW Motorrad Italia      | BMW S1000 RR    | 13   | +5.346    | 1º      | 16    |
| 4º   | 14  | Lorenzo Baroni      | Althea Racing            | Ducati 1098R    | 13   | +8.975    | 4º      | 13    |
| 5º   | 67  | Bryan Staring       | Team Pedercini           | Kawasaki ZX-10R | 13   | +10.505   | 13º     | 11    |
| 6º   | 8   | Andrea Antonelli    | Team Lorini              | Honda CBR1000RR | 13   | +10.568   | 6º      | 10    |
| 7º   | 47  | Eddi La Marra       | Team Lorini              | Honda CBR1000RR | 13   | +10.591   | 9º      | 9     |
| 8º   | 71  | Roy ten Napel       | Domburg Racing           | Honda CBR1000RR | 13   | +11.452   | 5º      | 8     |
| 9º   | 87  | Lorenzo Zanetti     | BMW Motorrad Italia      | BMW S1000 RR    | 13   | +11.519   | 8º      | 7     |
| 10º  | 59  | Niccolò Canepa      | Goeleven                 | Kawasaki ZX-10R | 13   | +14.272   | 16º     | 6     |
| 11º  | 32  | Sheridan Morais     | Lorenzini by Leoni       | Kawasaki ZX-10R | 13   | +14.599   | 7º      | 5     |
| 12º  | 11  | Jérémy Guarnoni     | MRS Yamaha Racing France | Yamaha YZF R1   | 13   | +14.629   | 17º     | 4     |
| 13º  | 23  | Luca Verdini        | Ten Kate Junior          | Honda CBR1000RR | 13   | +21.331   | 11º     | 3     |
| 14º  | 5   | Marco Bussolotti    | Pedercini Team           | Kawasaki ZX-10R | 13   | +21.382   | 12º     | 2     |
| 15º  | 6   | Lorenzo Savadori    | Lorenzini by Leoni       | Kawasaki ZX-10R | 13   | +21.636   | 10º     | 1     |
| 16º  | 15  | Fabio Massei        | Piellemoto               | BMW S1000 RR    | 13   | +21.699   | 15º     |       |
| 17º  | 21  | Markus Reiterberger | Garnier Alpha Racing     | BMW S1000 RR    | 13   | +21.990   | 14º     |       |
| 18º  | 12  | Nico Vivarelli      | Goeleven                 | Kawasaki ZX-10R | 13   | +30.998   | 20º     |       |
| 19º  | 93  | Matthieu Lussiana   | Team ASPI                | BMW S1000 RR    | 13   | +37.771   | 22º     |       |
| 20º  | 86  | Beau Beaton         | Garnier Racing           | BMW S1000 RR    | 13   | +42.613   | 23º     |       |
| 21º  | 29  | Daniele Beretta     | Lorini Team              | Honda CBR1000RR | 13   | +42.716   | 19º     |       |
| 22º  | 40  | Alen Győrfi         | Adrenalin H-Moto         | Honda CBR1000RR | 13   | +43.241   | 26º     |       |
| 23º  | 55  | Tomáš Svitok        | SK Energy                | Ducati 1098R    | 13   | +43.318   | 24º     |       |
| 24º  | 120 | Marcin Walkowiak    | Bogdanka PTR Honda       | Honda CBR1000RR | 13   | +50.556   | 25º     |       |
| 25º  | 39  | Randy Pagaud        | Garnier Racing           | BMW S1000 RR    | 13   | +55.610   | 27º     |       |
| 26º  | 27  | Thomas Caiani       | BWG Racing Kawasaki      | Kawasaki ZX-10R | 13   | +1:24.756 | 28º     |       |

### Ritirati
| Nº | Pilota            | Squadra          | Motocicletta    | Giri | Griglia |
| -- | ----------------- | ---------------- | --------------- | ---- | ------- |
| 36 | Leandro Mercado   | Team Pedercini   | Kawasaki ZX-10R | 2    | 18º     |
| 37 | Andrea Boscoscuro | Lazio MotorSport | Ducati 1098R    | 0    | 21º     |

### Non qualificato
| Nº | Pilota           | Squadra          | Motocicletta  |
| -- | ---------------- | ---------------- | ------------- |
| 30 | Bogdan Vrajitoru | C.S.M. Bucharest | Yamaha YZF R1 |